# El Charquito
El Charquito es el único centro poblado del Corregimiento 2 (Norte) del municipio de Soacha (Cundinamarca), localizado al occidente de la cabecera municipal.

## Geografía
El territorio es completamente montañoso, bañado por las aguas del río Bogotá, cuyo caserío queda entre las vías Mesitas de El Colegio-Soacha y Granada-Soacha.

### Límites
| Noroeste: Vereda San Francisco                       | Norte: Vereda Canoas     | Nordeste: Vereda Bosatama Río Bogotá Avenida Indumil |
| Oeste: Municipio de Granada                          |                          | Este: Comuna 1 Compartir Río Bogotá                  |
| Suroeste: Vereda de Alto de la Cruz Ruta Nacional 40 | Sur: Municipio de Sibaté | Sureste: Vereda Chacua Autopista Sur                 |

## Historia
Desde los tiempos muíscas, la fama de El Charquito se conoce tanto por el mito de la desecación del antiguo Lago Humboldt (hoy Sabana de Bogotá) creando el Salto del Tequendama y el antiguo Monasterio de El Tuso  como por el estreno en 1900 por la primera planta hidroeléctrica aprovechando las aguas del río que surtió de energía a Bogotá, construida por José María Samper Brush para la Compañía Nacional de Electricidad Tequendama.

## Sitios importantes
- Salto del Tequendama
- Antigua planta hidroeléctrica
- Colegio IE Eugenio Díaz Castro
- Parque Metropolitano Canoas
- Teatro El Charquito[3]
- Ruinas de El Tuso

## Accesos
Para acceder al casco urbano se ingresa por las vías
- Mesitas de El Colegio-Soacha (conocida como Longitudinal de la Sabana en la Vereda Chucua de Sibaté junto a la represa de El Muña)
- Avenida Indumil (Carrera 17)
- Granada-Soacha, que incluye la ruta de bus B55 Bosatama-El Charquito, pasando por Ciudad Verde y la Autopista Sur hasta Chusacá.[4]

## Enlaces
- IE Eugenio Díaz Castro página oficial (enlace roto disponible en Internet Archive; véase el historial, la primera versión y la última).

- Datos: Q48784639